# Buluggin ibn Muhammad
Buluggin ibn Muhammad (zm. w 1062) – władca z dynastii Hammadydów w Algierii w latach 1056–1062.
Poprowadził armię do Maroka przeciwko Almorawidom i na krótko opanował Fez, musiał jednak ustąpić przed nadciągającymi siłami Jusufa ibn Taszfina. Podczas odwrotu został zamordowany przy udziale swego następcy Nasira ibn Alnasa.